# Grzegorz Bonin
Grzegorz Bonin (ur. 2 grudnia 1983 w Tczewie) – polski piłkarz, występujący na pozycji pomocnika, jednokrotny reprezentant Polski. 

## Kariera klubowa
Grzegorz Bonin piłkarską karierę rozpoczynał w Mewie Gniew, w której grał do 2001 roku. Następnie trafił do Wisły Nowe, a w przerwie zimowej sezonu 2003/2004 przeszedł do Radomiaka Radom (działacze radomskiego klubu byli bardziej zainteresowani pozyskaniem innego zawodnika Wisły Nowe – Ukraińca Igora Kucenko, natomiast Bonina ściągnęli "przy okazji"). W nowym zespole szybko stał się podstawowym graczem, wraz z drużyną wywalczył awans do II ligi. Po raz pierwszy na drugim szczeblu rozgrywkowym zagrał 31 lipca 2004 roku w przegranym 0:2 meczu ze Szczakowianką Jaworzno. Pierwsze bramki zdobył natomiast w spotkaniu z RKS-em Radomsko, kiedy to dwukrotnie wpisał się na listę strzelców i przyczynił się do zwycięstwa 4:0.
Po zakończeniu rundy jesiennej sezonu 2004/2005 zainteresowanie zawodnikiem wyraziły Górnik Łęczna, Polonia Warszawa, Podbeskidzie Bielsko-Biała i Korona Kielce. Ostatecznie w grudniu 2004 roku Bonin związał się umową z kieleckim klubem, zaś cena transferu wyniosła 200 tys. złotych. W nowym zespole zadebiutował 20 marca 2005 roku w wygranym meczu z Widzewem Łódź (1:0), w którym grał przez pierwsze 45. minut. Wiosną był podstawowym graczem Korony, wraz z nią wywalczył awans do najwyższej klasy rozgrywek. W I lidze po raz pierwszy wystąpił 26 lipca w zremisowanym 0:0 pojedynku przeciwko Cracovii, natomiast debiutanckiego gola strzelił w przegranym 2:4 meczu z Pogonią Szczecin.
W latach 2005–2008 Bonin był podstawowym zawodnikiem kielczan i jego ważnym ogniwem. W sezonie 2006/2007 strzelił we wszystkich rozgrywkach dziesięć goli, a wraz z kieleckim zespołem dotarł do finału Pucharu Polski, w którym zagrał przez pełne 90. minut, a jego klub przegrał z Dyskobolią Grodzisk Wlkp.
W lipcu 2008 roku Bonin podpisał trzyletni kontrakt z Górnikiem Zabrze. Szybko stał się jego podstawowym zawodnikiem, w sezonie 2008/2009, w którym śląski klub spadł do niższej ligi, strzelił w jego barwach jednego gola – w przegranym 2:3 spotkaniu przeciwko GKS-owi Bełchatów. Również w kolejnych rozgrywkach, w których Górnik powrócił do Ekstraklasy, występował w pierwszym składzie – zaliczył 29 meczów. Jesienią sezonu 2010/2011 należał do najlepszych zawodników zabrzan. W przerwie zimowej jego pozyskaniem zainteresowane były polskie kluby oraz drużyna z Grecji, jednak ostatecznie pozostał w swoim zespole. Wiosną zdobył dwa gole – w spotkaniu z GKS-em Bełchatów, zapewniając Górnikowi remis, oraz w meczu przeciwko Śląskowi Wrocław, przyczyniając się do zwycięstwa.
Po zakończeniu sezonu 2010/2011 chęć zakontraktowania Bonina wyraziły Jagiellonia Białystok i Polonia Warszawa. Zawodnik wybrał ofertę warszawskiego klubu, tłumacząc swoją decyzję „chęcią walki o najwyższe cele”. 2 czerwca podpisał z nim trzyletnią umowę. Po krótkim epizodzie w ŁKS-ie Łódź, w lipcu 2012 roku podpisał kontrakt z Pogonią Szczecin. W barwach „Portowców” rozegrał 5 spotkań i strzelił jedną bramkę. Ze względu na słabą formę zawodnika, klub ze Szczecina postanowił rozstać się z Boninem. Na początku 2013 roku powrócił on do Górnika Zabrze. Powrót jednak nie okazał się dla zawodnika sukcesem. W czerwcu 2013 roku Bonin zasilił zespół Górnika Łęczna. Już rok później dostał szansę gry w Ekstraklasie, ponieważ klub z Łęcznej uzyskał awans do wyższej ligi. Przez 5 lat występów w tymże klubie rozegrał 167 meczów, zdobył 33 gole.
18 lipca 2018 podpisał kontrakt z Motorem Lublin. W lutym 2020 został zawodnikiem Lublinianki, zaś 4 miesiące później został grającym asystentem trenera trzecioligowej Chełmianki Chełm. Odszedł z Chełmianki w styczniu 2023. W lutym 2023 został piłkarzem występującej w zamojskiej klasie okręgowej Granicy Lubycza Królewska, występował w niej do końca sezonu 2022/2023. Rundę wiosenną sezonu 2023/2024 spędził zaś w Chełmiance II Chełm (chełmska klasa A).

## Kariera reprezentacyjna
W listopadzie 2005 roku Bonin został powołany przez Edwarda Klejndinsta do reprezentacji B na mecz ze Szkocją. W przegranym 0:2 spotkaniu, które odbyło się w Kilmarnock, zagrał od 57. minuty, kiedy to zmienił Macieja Iwańskiego.
W kwietniu 2006 roku Bonin został powołany przez selekcjonera Pawła Janasa do reprezentacji Polski na towarzyski mecz z Litwą. Jeszcze przed rozpoczęciem spotkania, które odbyło się w Bełchatowie, wraz z innym reprezentantami Polski oraz Litwy podpisał apel „Alkohol nie jest dla nieletnich!”. W samym pojedynku, zakończonym porażką, wystąpił w pierwszej połowie, w której kilkukrotnie próbował pokonać bramkarza rywali strzałami z dystansu.
W listopadzie 2007 roku Bonin został dowołany na grudniowe zgrupowanie w Turcji. W jego ramach wystąpił w sparingowym spotkaniu przeciwko Antalyasporowi; w towarzyskim meczu z reprezentacją Bośni i Hercegowiny jednak nie zagrał. Wystąpił za to w marcowym pojedynku z Zagranicznymi Gwiazdami Orange Ekstraklasy, w którym na początku drugiej połowy zmienił Tomasza Zahorskiego. We wrześniu 2010 roku został powołany przez selekcjonera Franciszka Smudę na mecze towarzyskie z USA i Ekwadorem, ale ponownie nie pojawił się na murawie.

## Kariera trenerska
Posiada licencję trenerską UEFA A, kurs trenerski ukończył w grudniu 2019. W lutym 2023 objął akademię Górnika Łęczna. 17 maja 2023 został trenerem trzecioligowej Chełmianki Chełm, z misją obronienia jej ligowego bytu (w momencie przejęcia drużyna zajmowała czternaste miejsce, walcząc o utrzymanie). Zespół zajął na koniec sezonu 2022/2023 dwunaste miejsce i utrzymał się w lidze.
W sierpniu 2025 został trenerem IV ligowej drużyny Lewart Lubartów.

## Życie prywatne
W młodości jego idolem był Alessandro Del Piero, a ulubionymi klubami Juventus i FC Barcelona. Żonaty z Ingą, z którą ma córki Nataszę i Katię.